# Emesis spreta
Emesis spreta is een vlindersoort uit de familie van de prachtvlinders (Riodinidae), onderfamilie Riodininae.
Emesis spreta werd in 1868 beschreven door H. Bates.